# María Pellicer Raso
María Pellicer Raso (España, 1950 - Zaragoza, 27 de enero de 2022) fue una política española. Alcaldesa de la localidad oscense de Castejón de Sos (2003-2011); diputada en el Congreso de los Diputados (1993-1996), y en las Cortes de Aragón (1999-2011).

## Biografía
Realizó el bachiller superior laboral. Ganó una plaza como funcionaria en la escala administrativa del Cuerpo Ejecutivo de la Diputación General de Aragón.
Comenzó su carrera política en 1979, cuando fue elegida en las primeras elecciones democráticas concejala en el Ayuntamiento de Castejón de Sos (Huesca). Permaneció en dicho consistorio como concejala y Teniente de Alcalde hasta que ocupó la alcaldía de dicha localidad (2003-2011), donde contribuyó a convertir Castejón de Sos en la capital española del parapente Presidió la Comisión de Servicios Sociales de la Mancomunidad Alto Esera desde 1991.
Compaginó su trabajo como concejala con el de diputada en el Congreso de los Diputados, en Madrid (1993-1996). En la Cámara baja formó parte de las comisiones de: Industria, Obras Públicas y Servicios (septiembre, 1993); Régimen de las Administraciones Públicas (septiembre, 1993 - enero, 1996); Industria, Energía y Turismo (septiembre, 1993 - enero, 1996); Comisión Mixta de los Derechos de la Mujer (octubre, 1993 - enero, 1996).
También fue diputada del Grupo Parlamentario Socialista en las Cortes de Aragón, durante doce años (1999-2011), y representó al PSOE en el Consejo Comarcal de la Ribagorza (2007-2015).
Estaba casada con Miguel Méndez Ramiro. El matrimonio tuvo dos hijos.
Falleció a los 72 años en un hospital de la capital aragonesa, tras una larga enfermedad.